# Kumba punctulata
Kumba punctulata es una especie de pez de la familia Macrouridae en el orden de los Gadiformes.

## Morfología
• Los machos pueden llegar alcanzar los 15 cm de longitud total.

## Hábitat
Es un pez de aguas profundas que vive entre 530-1.000 m de profundidad.

## Distribución geográfica
Se encuentra en el Mar del Coral (Nueva Caledonia) y noreste de Nueva Guinea.